# Xenopsaris albinucha
El anambé chico (Xenopsaris albinucha), también denominado tijerilla (en Argentina y Paraguay), xenopsaris de nuca blanca (en Perú), añambé chico (en Uruguay) o jipato de nuca blanca (en Venezuela), es una especie de ave paseriforme, la única del género monotípico Xenopsaris, de la familia Tityridae, aunque tradicionalmente se la ha colocado en Cotingidae o Tyrannidae. Se distribuye en el centro y norte de América del Sur.

## Distribución y hábitat
Se extiende por Venezuela, tal vez Colombia, el centro y este de Brasil, este de Bolivia, Paraguay, el extremo oeste del Uruguay y las provincias del centro, noroeste y noreste de la Argentina, llegando por el sur hasta la ribera austral del Río de la Plata.
Esta especie es considerada poco común y local en sus hábitats naturales: los bosques semiáridos subtropicales o tropicales y bosques húmedos subtropicales o tropicales, siempre en baja altitud m pero hasta los 1100m en Bolivia.

## Descripción
Mide 13cm de longitud y pesa alrededor de 10g. El macho tiene la corona negra con loruns blancos y nuca gris pálido; por arriba es gris pardacento, más parduzco en las alas; la cola es negruzca, con el contorno externo de las plumas externas blanco. Por abajo es blanco. La hembra tiene la corona más parda, como también las partes superiores y el vientre teñido de amarillento; los juveniles tienen la corona escamada de blanco.

## Comportamiento
Es encontrado solitario o en pareja, usualmente no se junta a bandadas mixtas. Es considerada una de las aves más enigmáticas del Neotrópico y su situación permanece poco clara en la mayoría de su rango, con evidencias de nomadismo y alimentación oportunista.

### Alimentación
Busca insectos de pequeño porte en el suelo o en ramas bajas.

### Reproducción

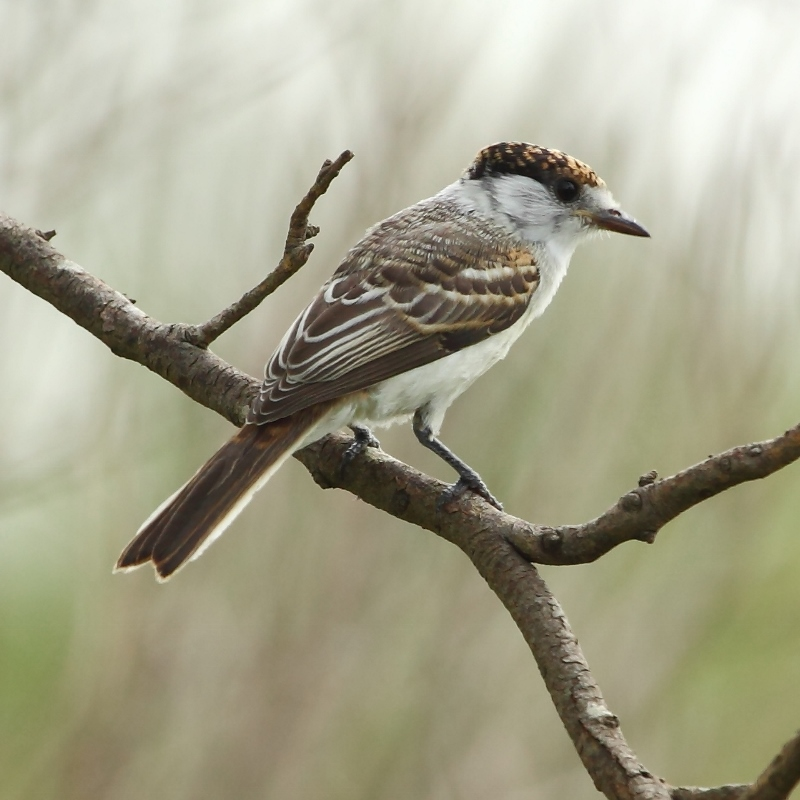
Ejemplar juvenil, en Capivara, Santa Fe, Argentina.

Construye un nido en forma de taza en los árboles. La nidificación ocurre entre junio y septiembre en Venezuela, con nidos activos en julio e incubación en agosto; en Argentina ocurre entre octubre y enero.

### Vocalización
Generalmente es callado. Los machos emiten un silbido fino, de timbre alto, «tsip, tsiwiií, tsii-ti-ti-ti-ti».

## Sistemática

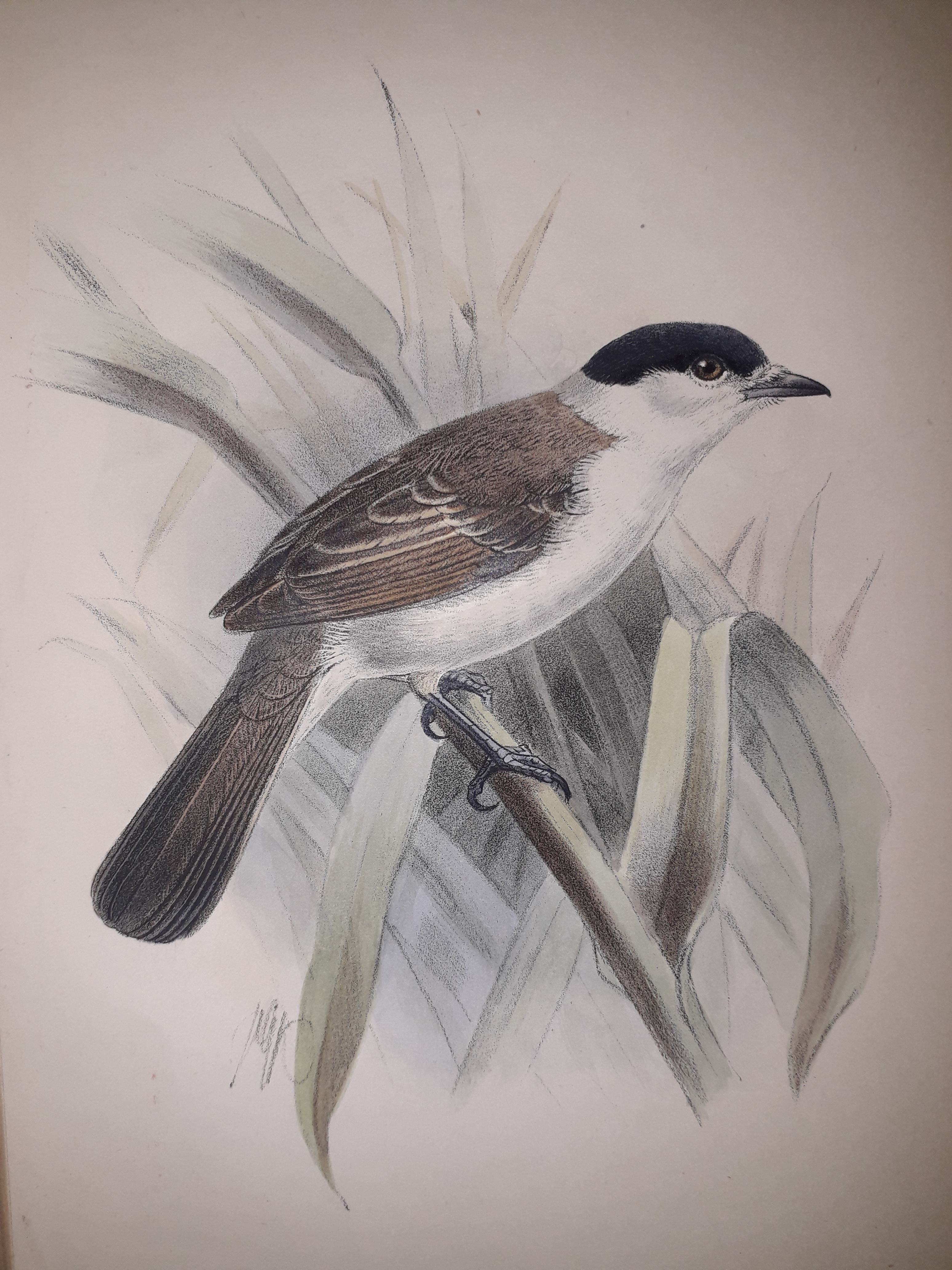
Xenopsaris albinucha ilustración de Keulemans publicada en Proceedings of the Zoological Society of London en el año 1893.

### Descripción original
Esta especie fue descrita originalmente por el ornitólogo germano - argentino Carlos Germán Burmeister en el año 1869, bajo el nombre científico de: Pachyrhamphus albinucha. La localidad tipo dada es: «Cerca de Buenos Aires, Argentina».
El género Xenopsaris lo creó el ornitólogo estadounidense Robert Ridgway en el año 1891.

### Etimología
El nombre genérico femenino «Xenopsaris» se compone de las palabras del griego «ξενος xenos»: extraño y del género Psaris, entonces utilizado para los anambés;  el nombre de la especie «albinucha», se comppne de las palabras del latín «albus»: blanco y «nuchus»: nuca; significando «de nuca blanca».

### Taxonomía
Sus afinidades taxonómicas son todavía inciertas. Las primeras hipótesis de los especialistas presumían que este género era cercano a Knipolegus, Serpophaga y Suiriri; investigaciones posteriores lo incluyeron en la familia Cotingidae  y allí cercana a Pachyramphus. Estudios sistemáticos posteriores indicaron que, sobre la base de un análisis cladístico de su morfología, esta especie puede ser el pariente más cercano de Pachyramphus, pero con afinidades algo inciertas. Se ha sugerido que los dos géneros deberían fusionarse, pero en la mayoría de los tratamientos el género Xenopsaris se mantiene como monotípico debido a las diferencias significativas que lo caracterizan: ausencia de un fuerte dimorfismo sexual, escamación tarsal diferente, distinto tipo de nido, remera primaria P9 corta y en punta, tamaño mucho más pequeño, etc.
Las evidencias más recientes sugieren que el presente género pertenece a un clado basal dentro su familia, incluyendo también los géneros Iodopleura, Tityra y Pachyramphus (con una pobre sustentación por el método de remuestreo estadístico Bootstrapping).
Los amplios estudios genético-moleculares de Tello et al. (2009) y Ohlson et al. (2013) descubrieron una cantidad de relaciones novedosas dentro de los paseriformes subóscinos que todavía no están reflejados en la mayoría de las clasificaciones. Específicamente para la familia Tityridae, corroboraron las tesis anteriores y propusieron la subfamilia Tityrinae Gray, 1840 agrupando a Xenopsaris, Tityra, Iodopleura y Pachyramphus.

### Subespecies
Según las clasificaciones del Congreso Ornitológico Internacional (IOC) y Clements Checklist/eBird v.2019, se reconocen dos subespecies, con su correspondiente distribución geográfica:
- Xenopsaris albinucha minor Hellmayr, 1920 - Habita en el centro y oeste de Venezuela (extremo oeste de Falcón, noreste de Lara y oeste de Apure hacia el este hasta Estado Anzoátegui y norte de Bolívar; probablemente también en algún sector del noreste de Colombia (Arauca y Vichada).
- Xenopsaris albinucha albinucha (Burmeister, 1869) - Habita en Guyana, gran parte de Brasil (Roraima; Maranhão, Piauí, Ceará, Pernambuco y oeste de Alagoas hacia el suroeste por el interior, incluyendo el oeste de Bahía, hasta Mato Grosso y Mato Grosso do Sul), norte y este de Bolivia (Beni y Santa Cruz), oeste y centro del Paraguay (Chaco), extremos noroeste y oeste del Uruguay; norte y nordeste de la Argentina (hacia el este desde Tucumán y Córdoba, al sur hasta Santa Fe, Entre Ríos y Buenos Aires).